# Małopolski Biuletyn Informacyjny
„Małopolski Biuletyn Informacyjny” – konspiracyjny tygodnik wydawany przez Biuro Informacji i Propagandy Komendy Okręgu Kraków AK w latach 1942–1944.

## Historia
Pierwszy numer pisma nosił tytuł „Biuletyn Informacyjny Małopolski ” i ukazał się 14 marca 1942 roku. W sierpniu 1943 (od numeru 34) zmieniono go na „Małopolski Biuletyn Informacyjny”. Pismo wychodziło do października 1944 roku i zostało zawieszone w związku z przeniesieniem do Krakowa „Biuletynu Informacyjnego" Komendy Głównej AK.
Pismo drukowały Konspiracyjne Wojskowe Zakłady Wydawnicze. Od grudnia 1942 do 3 sierpnia 1944 roku drukarnia mieściła się w Kosocicach w willi wydzierżawionej przez Izydora Hałuszczaka. Po dekonspiracji przeniesiono ją do Lusiny, a potem do Wrząsowic. Nakład pisma wynosił około 3,5 tysiąca egzemplarzy.
W latach 1942-1944 wydawano „Dodatek do Małopolskiego Biuletynu Informacyjnego”, który miał nie tylko własny tytuł, ale też oddzielną numerację.